# 저지대파카
저지대파카 또는 점박이파카(Cuniculus paca)는 멕시코 동부-중부 지역부터 아르헨티나 북부 지역까지 열대 또는 아열대 기후 지역 아메리카에서 발견되는 대형 설치류의 일종이다. 쿠바와 바하마, 자메이카 그리고 히스파니올라섬에 도입되었다.

## 같이 보기
- 아구티
- 산파카